# Bakerella perrieri
Bakerella perrieri är en tvåhjärtbladig växtart som beskrevs av Simone Balle. Bakerella perrieri ingår i släktet Bakerella och familjen Loranthaceae. Inga underarter finns listade i Catalogue of Life.